# Aetideidae
Aetideidae (лат.) — семейство ракообразных из отряда каляноид (Calanoida). Известно более 300 видов.

## Описание
Мелкие ракообразные (длина 2—8 мм). Антеннулы 23—25-сегментные. Cемейство Aetideidae отличается следующими признаками: цефалосома и педигальный сомит 1 слиты или редко с частичным швом дорсально, педигальные сомиты 4 и 5 иногда раздельные; рострум изменчив, может быть простым, раздвоенным или разделённым на парные ростральные нити, редко отсутствует; передняя часть цефалосомы может образовывать гребень; фронтальный цефалический шип присутствует у некоторых видов Gaetanus; глаз науплиуса присутствует; последний просомальный сомит иногда округлый, обычно с заострёнными и выпуклыми назад эпимеральными долями. Уросома 4-сегментная у самки (с 3 свободными брюшными сомитами) и 5-сегментная у самца..
Aetideidae развивались за счёт расширения почти всех пелагических вертикальных зон и расширения типов питания от смешанного до хищнического (Pseudeuchaeta) или сосущего хищничества (Chiridiella).

## Распространение
Наиболее богата фауна аэтидеид тропической части Тихого океана — 98 видов, за ней следует фауна тропической Атлантики — 73 вида и фауна тропической части Индийского океана — 50 видов. Почти одинаковы по числу видов бореальная атлантическая (57 видов) и бореальная тихоокеанская (53 вида) фауны. Субантарктическая фауна включает 30 видов, а антарктическая и арктическая фауны — 29 и 14 видов соответственно.
Космополитические роды: 7 родов, из которых Euchirella отсутствует только в Северном Ледовитом океане. Преимущественно пелагические роды: Gaetanus, Pseudochirella, Euchirella, Aetideopsis, Chiridiella, Chiridius, Pseudeuchaeta. Тропико-бореальные роды: три пелагических рода Aetideus, Chirundina, Undeuchaeta и два бентопелацических рода Bradyidius, Comantenna. Роды, встречающиеся в тропических пределах: Два пелагических рода Chirundinella, Paivella и пять бентопелагических родов Crassantenna, Lutamator, Mesocomantenna, Paracomantenna, Sursamucro. Три бентопелагических рода зарегистрированы в пределах аркто-бореальной зоны: Jaschnovia встречается как в арктической, так и в бореальной зонах; Bradyetes известен из бореальной Атлантики, а Azygokeras — из бореальной части Тихого океана. Пелагические роды демонстрируют широкое распространение, в то время как 8 бентопелагических родов в основном эндемичны.

## Классификация
В состав семейства включают более 300 видов из более 30 родов.
- Aetideopsis Sars G.O., 1903
- Aetideus Brady, 1883
- Azygokeras Koeller & Littlepage, 1976
- Batheuchaeta Brodsky, 1950
- Bradyetes Farran, 1905
- Bradyidius Giesbrecht, 1897
- Chiridiella Sars G.O., 1907
- Chiridius Giesbrecht, 1893
- Chirundina Giesbrecht, 1895
- Chirundinella Tanaka, 1957
- Comantenna Wilson C.B., 1924
- Crassantenna Bradford, 1969
- Euchirella Giesbrecht, 1888
- Farrania Sars G.O., 1920
- Gaetanus Giesbrecht, 1888
- Gaidiopsis Scott A., 1909
- Jaschnovia Markhaseva, 1980
- Lutamator Bradford, 1969
- Mesocomantenna Alvarez, 1986
- Mesogaidius Wolfenden, 1911
- Paivella Vervoort, 1965
- Parabradyidius Schulz & Markhaseva, 2000
- Paracomantenna Campaner, 1978
- Prolutamator Markhaseva & Schulz, 2008
- Pseudeuchaeta Sars G.O., 1905
- Pseudochirella Sars G.O., 1920
- Pseudoothrix Brady, 1918
- Pseudotharybis Scott T., 1909
- Pterochirella Schulz, 1990
- Senecella Juday, 1923
- Sursamucro Bradford, 1969
- Undeuchaeta Giesbrecht, 1888
- Valdiviella Steuer, 1904